# Новонікольськ (Новосибірська область)
Новонікольськ (рос. Новоникольск) — село у Усть-Тарцькому районі Новосибірської області Російської Федерації.
Входить до складу муніципального утворення Новонікольська сільрада. Населення становить 327 осіб (2010).

## Історія
Згідно із законом від 2 червня 2004 року органом місцевого самоврядування є Новонікольська сільрада.

## Населення
| 2002 | 2007 | 2010 |
| ---- | ---- | ---- |
| 388  | ↘365 | ↘327 |